# 稲葉ゆきえ
稲葉 ゆきえ（いなば ゆきえ、1971年1月 - ）は料理研究家。東京都港区出身、世田谷区在住。東京日本橋のギャラリーキッチンKIWIにて「スヌ子お料理レッスン」を主宰。女性誌、企業誌、ウェブ、広告を中心に、身近にある食材を組み合わせた手軽でおいしく華やかな料理レシピを発表している。

## 略歴
- 鷗友学園女子高等学校卒業。
- 1995年、青山学院大学文学部日本文学科卒業後、株式会社婦人画報社（現ハースト婦人画報社）に入社。食い倒れる編集者生活を謳歌した後、2児を出産。育児休暇中に始めた料理ブログで、独創的なアイデアレシピを多数発表。
- 2009年、都内の自宅で料理教室『スヌ子お料理レッスン』をスタート。
- 2010年、東京日本橋に「ギャラリーキッチンKIWI」を開設。
- 2011年、16年勤務した会社を退社し、料理研究家として独立。

## 人物
- 愛称はスヌ子。由来は、スヌーピーが大好きで顔も似ているため。
- 落語家の三遊亭遊雀は義兄にあたる[1]。

## 主な掲載誌
- Domani、Oggi（小学館）
- FRaU（講談社）
- 「暮らし上手」（エイ出版社）
- STORY、美st（光文社）
- レタスクラブ（角川マガジンズ）
- CREA（文藝春秋）
- 三菱地所レジデンス「レジデンスクラブ」
- 三越伊勢丹会報誌「プレジール」
- 京王百貨店会報誌「tea time」
- クラランス
- フリーペーパー「bell」
- フヨウサキナ
- 会報誌「サキナージュ」

## 主な動画
- ボルドーワイン委員会「スヌ子のワインなごはん」（YouTube）
- ヒューマンアカデミー ビューティ薬膳講座 スペシャル動画レッスン

## メディア出演

### テレビ
- スヌ子のぶらり酔いどれ飯（2016年、ファミリー劇場）
- スヌ子のへべれけレシピ（2017年、ファミリー劇場）
- もうイッピン！（2020年10月 - 2021年1月、ファミリー劇場）※テレビドラマ「ハルとアオのお弁当箱」本編後に放送されるファミ劇限定オリジナルミニコーナー[2]

## 商品レシピ
株式会社ウィズ かき氷機「YukiYuki」添付レシピブック監修

## 著書
- 『酔いどれスヌ子の麗しごはん』（小学館）
- 『夜ふけのおつまみ』（角川新書）